# John Langdon Haydon Down
John Langdon Haydon Down (Torpoint, 18 de novembro de 1828 — Hampton Wick, 7 de outubro de 1896) foi um médico britânico reconhecido pelo extenso trabalho com crianças com deficiência mental.
Down foi o nome herdado por parte do pai, de origem irlandesa (o seu bisavô foi o bispo protestante de Derry); e Langdon, por parte da mãe (da Cornualha). A síndrome de Down recebeu esse nome em sua homenagem.
John Down foi atacado pelo vírus influenza em 1890 e nunca se recuperou. Uma manhã, entrou em colapso durante o desjejum morrendo dez minutos depois, na sua casa em Hampton Wick. Descreveu em 1866, pela primeira vez, as características de uma criança com síndrome de Down. Identificou que algumas crianças, mesmo filhas de pais europeus, tinham características físicas similares ao povo da Mongólia. Só mais tarde, em 1958, o francês Jerome Lejeune descobriu que as pessoas descritas pelo Dr. John Langdon Down tinham uma síndrome genética.